# Ca l'Elies
Ca l'Elies és una casa pairal del municipi de Roda de Berà (Tarragonès) protegida com a bé cultural d'interès local.

## Descripció
L'originària casa pairal de la nissaga Elies ha patit moltes modificacions a conseqüència dels diferents usos que ha tingut.
Es tracta d'un edifici entre mitgeres amb pati a la part frontal. Consta d'una sala en el soterrani. S'accedeix a la planta baixa pel pati i a la primera i a les golfes per un nivell intermedi per la part més alta del carrer Major. La façana principal rematada per una espadanya, que denota l'ús conventual que havia tingut, està orientada al sud.

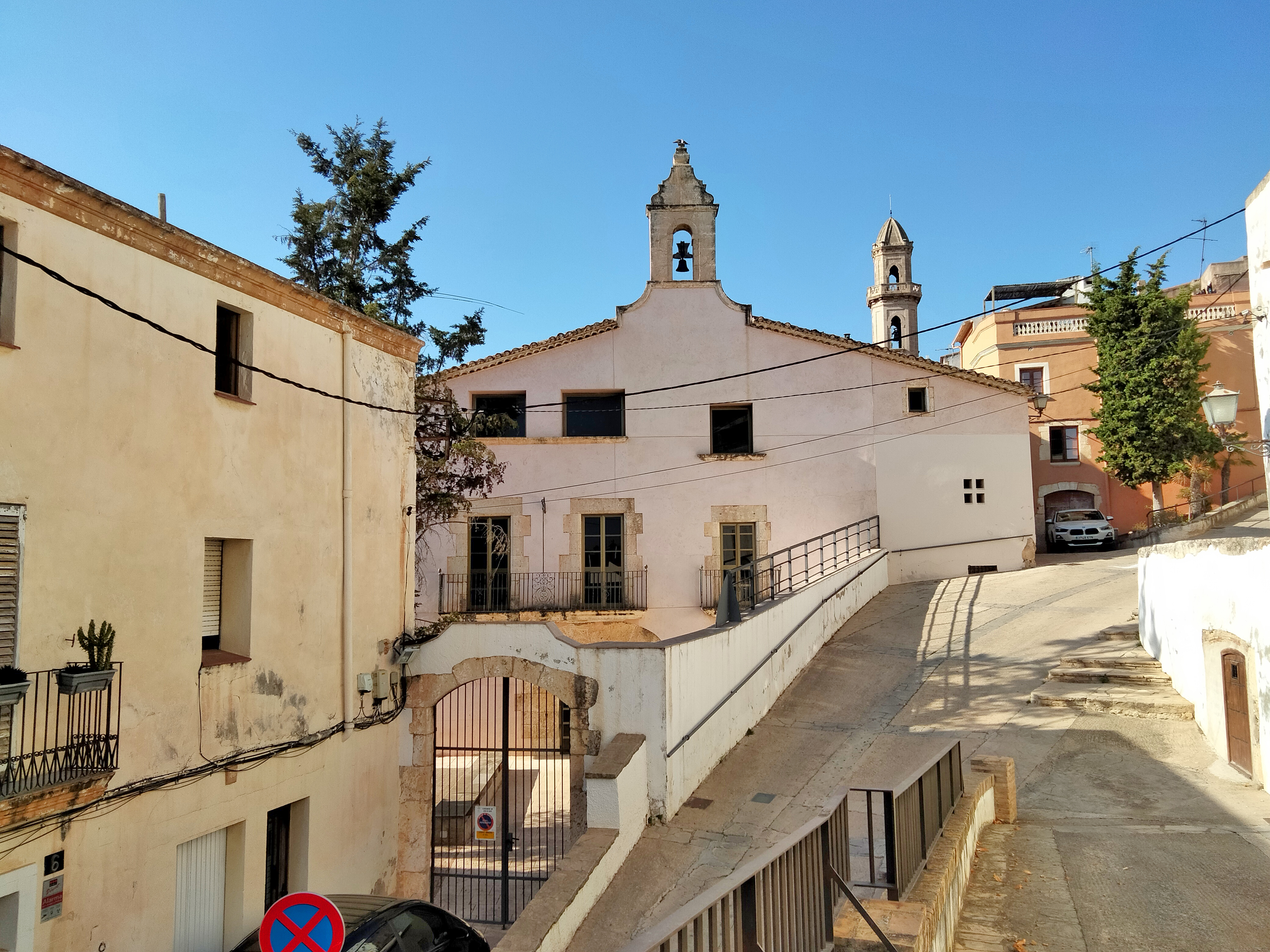
Vista de conjunt de l'edifici, on s'aprecien les diferències de cotes de nivell en què està situat

La singularitat del conjunt ve donada per les diferències de cotes de nivell -de 5,20 m- que hi ha en el lloc on està assentada. La composició de la façana és especial i contradictòria amb eixos canviants segons la planta. S'han conservat elements que donen personalitat a l'edifici com són les arcades de la sala d'actes, la volta i la llanterna de la capella, la façana principal, l'espadanya...

## Història
Aquest edifici va ser construït a inicis del S. XVIII com a casa pairal (ca l'Elies). Propietat de l'arquebisbat de Tarragona des de la segona meitat del segle xix. Entre els anys 1879 i 1959 va acollir un parell de petites congregacions de religioses, les quals van dur a terme una important tasca educativa a nivell local. Posteriorment es va fer servir com a casal parroquial i als anys 80 fou adquirida per l'Ajuntament per donar-li l'ús de casa de cultura. La darrera fase de les obres de rehabilitació va ser inaugurada al maig el 2000.